# Liste der größten Schiffe der Welt

Größenvergleich einiger der größten Schiffe

Die Queen Mary 2 im Größenvergleich zur Titanic und zum Airbus A380

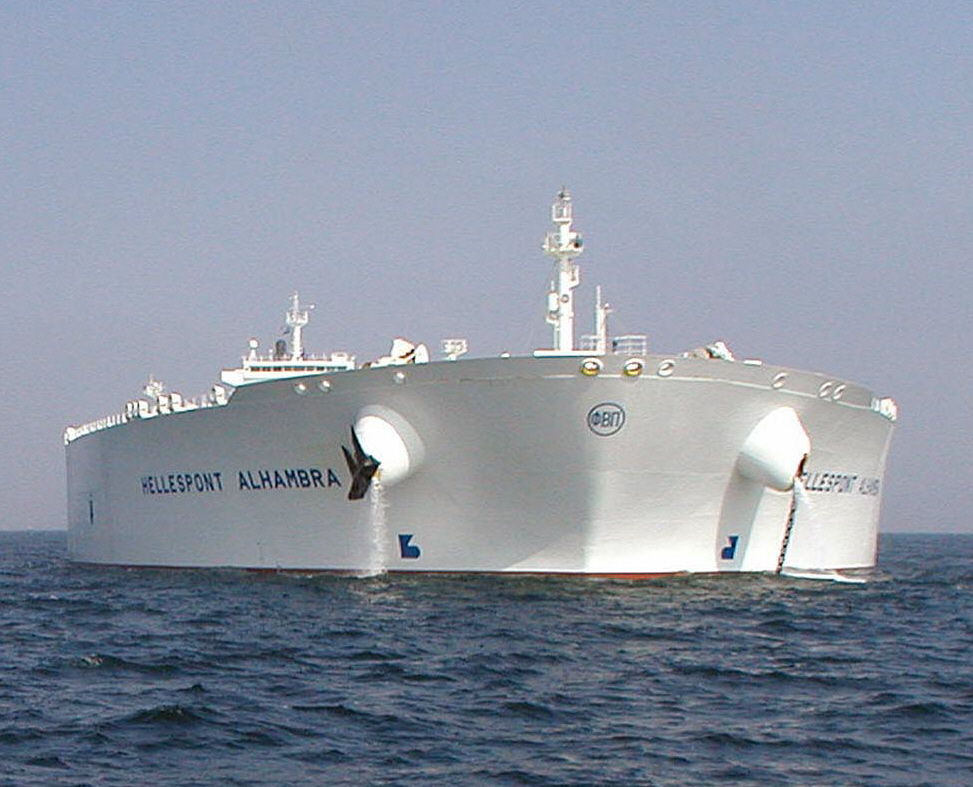
Die spätere TI Asia, Typschiff der größten Tanker der Erde

In diesem Artikel sind die größten und längsten bisher gebauten Schiffe der Welt aufgelistet.

## Die größten Schiffe nach Art
| Kategorie                                                                       | Schiffsname                                                                                         |
| ------------------------------------------------------------------------------- | --------------------------------------------------------------------------------------------------- |
| Kreuzfahrtschiff                                                                | Icon of the Seas                                                                                    |
| Segelschiff                                                                     | SY A                                                                                                |
| Frachtsegler                                                                    | France (nach Größe [BRT]), Preußen (nach Länge)                                                     |
| Eisbrecher                                                                      | Arktika                                                                                             |
| Autofähre                                                                       | Color Magic (nach Größe [BRZ]); Cruise Barcelona und Cruise Roma (nach Länge)                       |
| LNG-Fähre                                                                       | Nils Holgerson, Peter Pan                                                                           |
| Kombifähre (Eisenbahn/RoRo)                                                     | Skåne                                                                                               |
| Autotransporter                                                                 | Mark-V-Klasse (nach Länge und Tragfähigkeit); Aurora-Klasse (nach Vermessung und Fahrzeugkapazität) |
| Flugzeugträger                                                                  | Gerald R. Ford (nach Tonnage); Enterprise (nach Länge)                                              |
| Schlachtschiff                                                                  | Yamato und Musashi                                                                                  |
| Unterseeboot                                                                    | Dmitri Donskoi (TK-208)                                                                             |
| Containerschiff                                                                 | MSC Irina                                                                                           |
| Schüttgutschiff                                                                 | Yuan He Hai (Valemax-Klasse)                                                                        |
| Öltanker (doppelwandig)                                                         | TI Europe, TI Oceania Anm. 1                                                                        |
| Öltanker (einwandig)                                                            | Jahre Viking Anm. 2; Pierre Guillaumat                                                              |
| Flüssiggastanker                                                                | Mozah                                                                                               |
| Dockschiff                                                                      | Boka Vanguard                                                                                       |
| Schwimmkran                                                                     | Sleipnir                                                                                            |
| Motoryacht                                                                      | REV Ocean (nach Länge); Dilbar (nach Größe (BRZ))                                                   |
| Schlepper                                                                       | Island Victory                                                                                      |
| Schubboot                                                                       | E. Bronson Ingram                                                                                   |
| Katamaran                                                                       | Stena Explorer                                                                                      |
| Seenotrettungskreuzer                                                           | Hermann Marwede                                                                                     |
| Trimaran                                                                        | USS Independence (LCS-2)                                                                            |
| Motorsegelschiff                                                                | Club Med 2                                                                                          |
| Hopperbagger                                                                    | Cristóbal-Colón-Klasse                                                                              |
| Segelyacht                                                                      | SY A                                                                                                |
| Arbeitsschiff                                                                   | Pioneering Spirit                                                                                   |
| Schwimmende Erdöl-/Erdgas-Förderanlagen und Verflüssigungsanlagen (FPSO / FLNG) | Prelude                                                                                             |
| Hospitalschiff                                                                  | USNS Comfort                                                                                        |

Nach dem Abwracken der Jahre Viking und den 4 Schiffen der Batillus-Klasse waren die Containerschiffe der Emma-Mærsk-Klasse bis 2013 die längsten Schiffe der Welt.
Nach Bruttoraumzahl (BRZ) ist der Rohrleger Pioneering Spirit das größte Schiff der Welt.

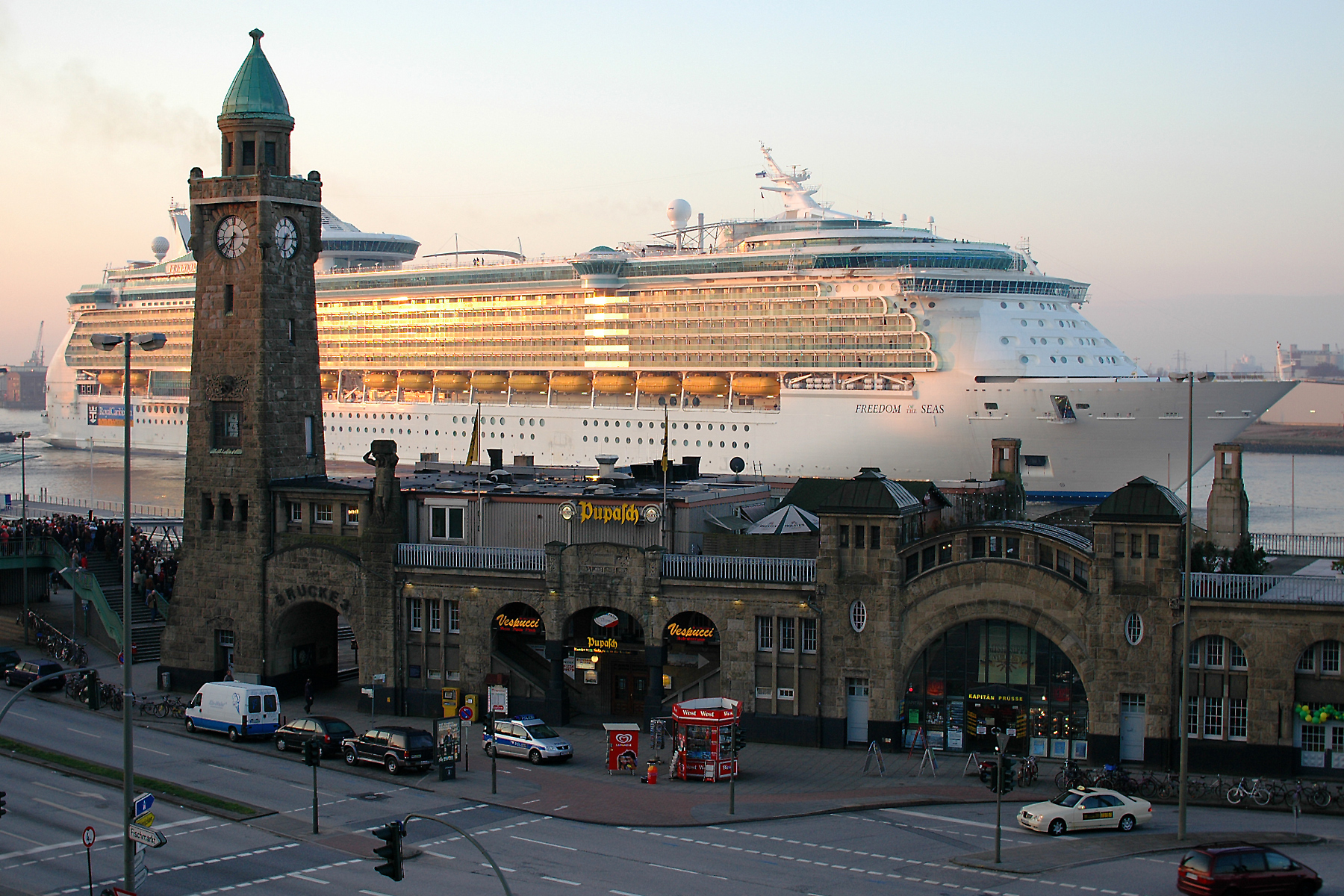
Freedom of the Seas
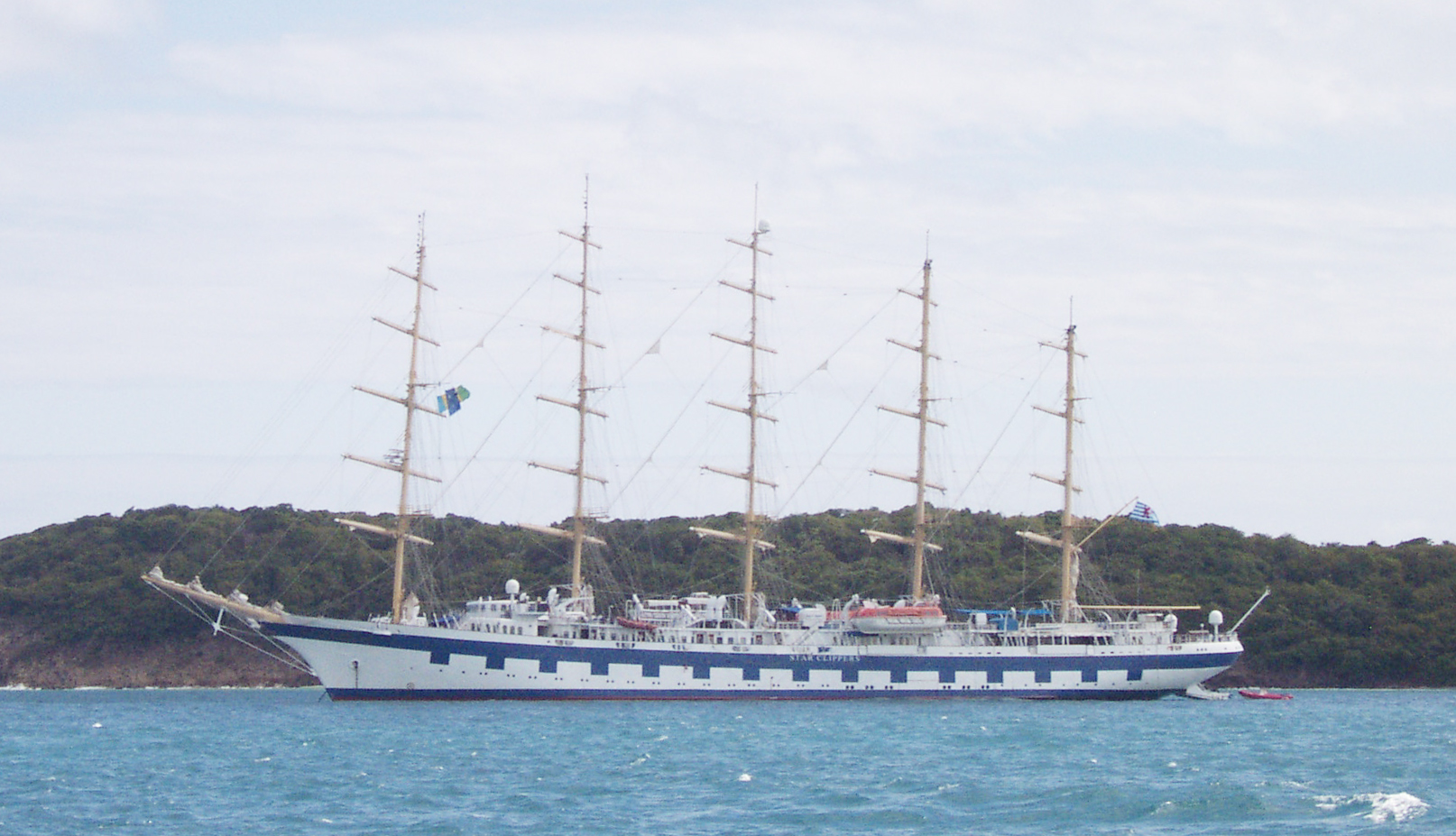
Royal Clipper
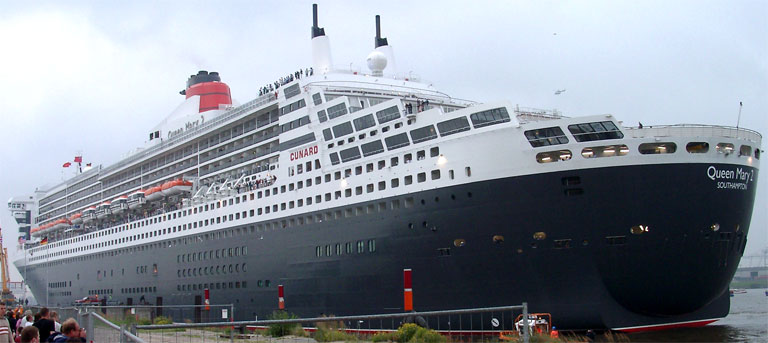
Queen Mary 2
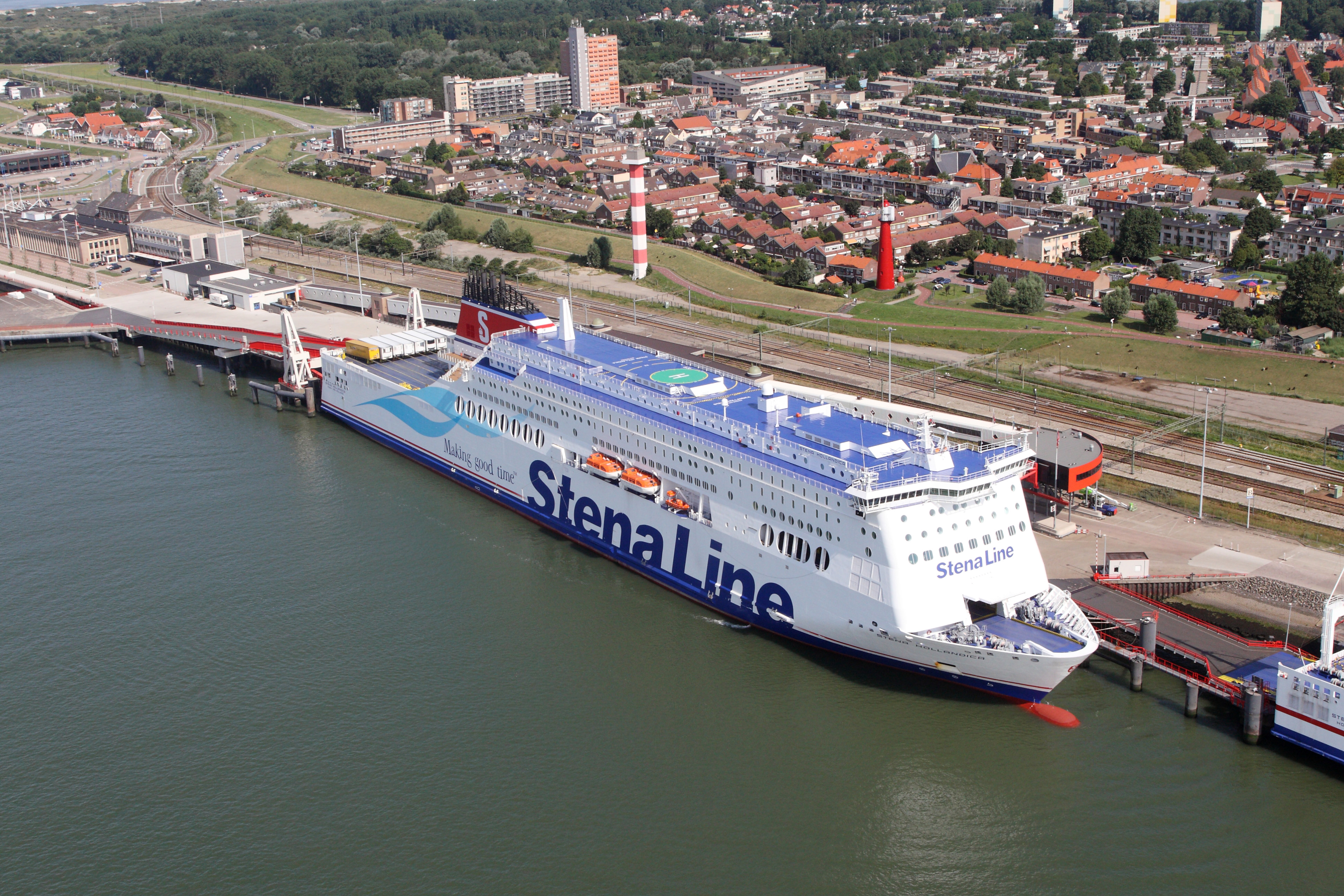
Stena Hollandica
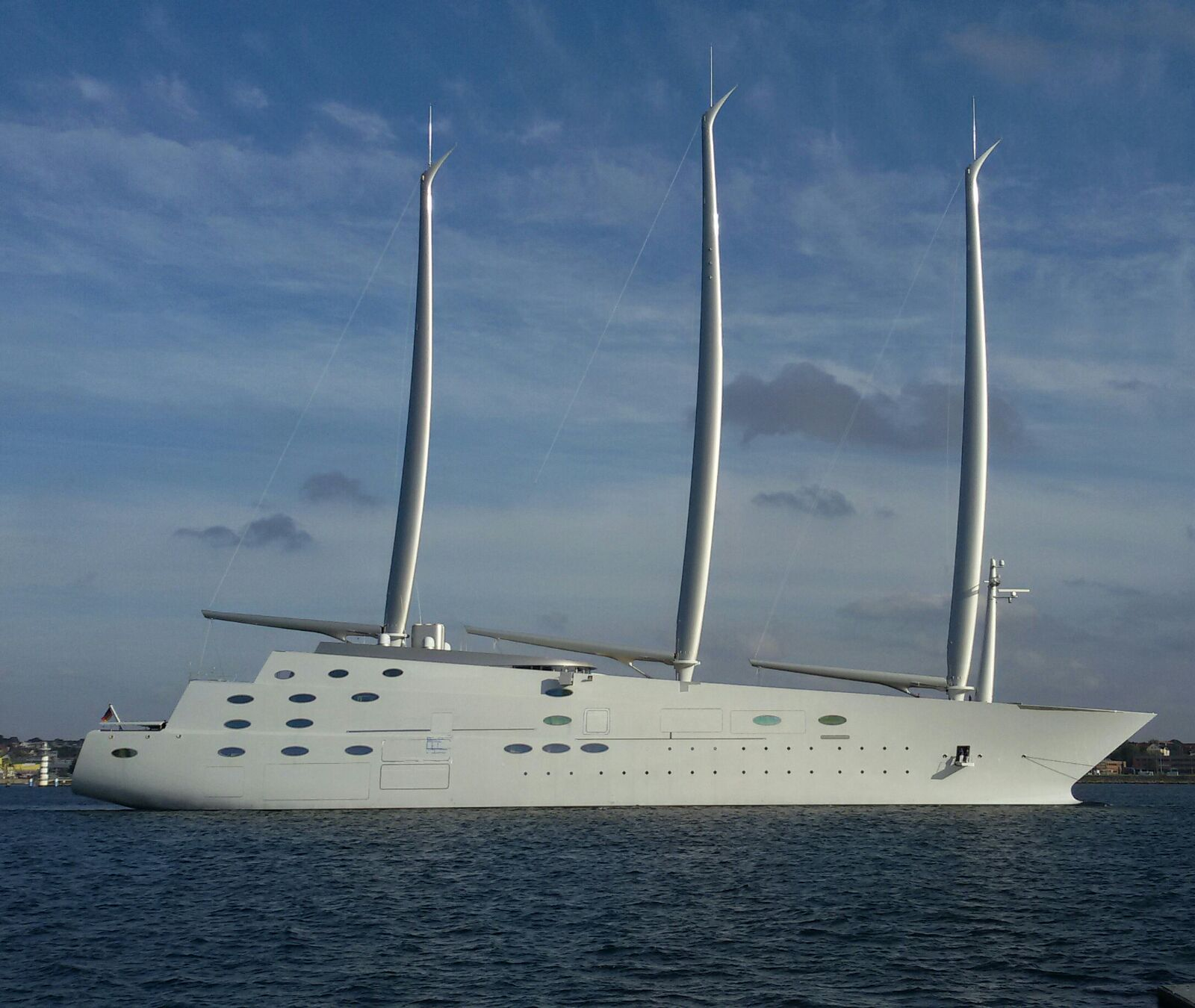
SY A

## Schiffe mit herausragenden Abmessungen
Eine Auswahl von zum Teil historischen Schiffen, die (zu ihrer Zeit) zu den größten Schiffen ihrer Art gehören bzw. gehörten. Die Schiffe sind in der Tabelle nach ihrer Länge sortiert, können aber durch die schwarzen Doppeldreiecke auf grauem Grund neben der Spaltenüberschrift nach jeder beliebigen Kategorie sortiert werden.
| Name                   | Klasse                     | Art                            | Besonderheit | BRT     | BRZ     | Verdr. / t | Länge / m | Breite / m | Jahr (Dienstbeg.) | Status                                                    |
| ---------------------- | -------------------------- | ------------------------------ | --- | ------- | ------- | ---------- | --------- | ---------- | ----------------- | --------------------------------------------------------- |
| Prelude                |                            | FLNG-Plattform                 | Schwimmende, selbst-manövrierende Plattform. Im eigentlichen Sinne kein Schiff | –       | 300.000 | 600.000    | 488,00    | 74,00      | 2017              | in Dienst                                                 |
| Jahre Viking           |                            | Tanker, einwandig / später FSO | (Nach Umbau) längstes jemals gebautes Schiff; später als FSO (Lager- und Umschlagstation) genutzt | –       | 260.941 | 647.955    | 458,45    | 68,80      | 1979              | abgewrackt                                                |
| Pierre Guillaumat      |                            | Tanker, einwandig              | Bis 2014 war es das längste „in einem Stück“ gebaute Schiff | 274.838 | –       | 630.962    | 414,23    | 63,05      | 1977              | abgewrackt                                                |
| MOL Triumph            | MOL 20.000-TEU-Typ         | Containerschiff                | 2017 kurzzeitig größtes Containerschiff nach BRZ und Containerzahl (TEU) | –       | 199.000 | ?          | 400,00    | 58,80      | 2017              | in Dienst                                                 |
| Majestic Mærsk         | Triple-E-Klasse            | Containerschiff                | Von 2013 bis 2014 längstes Containerschiff | –       | 194.849 | ?          | 399,00    | 59,00      | 2013              | in Dienst                                                 |
| Pioneering Spirit      |                            | Rohrleger                      | Arbeitsschiff. Größtes (nach BRZ) jemals gebautes Schiff | –       | 403.342 | 900.000    | 382,00    | 123,75     | 2014              | in Dienst                                                 |
| TI Europe              | Hellespont-Alhambra-Klasse | Tanker, doppelwandig           | Größter Doppelhüllen-Tanker | –       | 234.006 | ?          | 380,00    | 68,00      | ?                 | in Dienst                                                 |
| Nanny                  |                            | Tanker, einwandig              | Breitestes je gebautes Frachtschiff | –       | 245.140 | ?          | 364,04    | 79,04      | 1978              | 2003 abgewrackt                                           |
| Wonder of the Seas     | Oasis-Klasse               | Kreuzfahrtschiff               | Bis Ende 2023 größtes jemals gebautes Passagierschiff (Kreuzfahrtschiff) (nach BRZ). Seit 2024 ist Icon of the Seas am größten. | –       | 236.857 | 100.000    | 362       | 66,00 ü.A. | 2021              | in Dienst                                                 |
| Vale Brasil            | Valemax-Klasse             | Massengutfrachter              | Größter Schüttgutfrachter der Welt (nach Ladekapazität und Länge) | –       | 198.980 | ?          | 362,00    | 65,06      | ?                 | in Dienst                                                 |
| Queen Mary 2           |                            | Passagierschiff                | Größter planmäßig verkehrender Transatlantikliner. Daneben auch Einsatz als Kreuzfahrtschiff | –       | 148.528 | 79.827     | 345,03    | 41,08      | 2004              | in Dienst                                                 |
| Enterprise             |                            | Flugzeugträger                 | Längster jemals gebauter Flugzeugträger und Kriegsschiff | –       | –       | 75.704     | 342,30    | 78,30      | 1961              | 2012 außer Dienst                                         |
| Nimitz                 | Nimitz-Klasse              | Flugzeugträger                 | | –       | –       | 97.000     | 332,85    | 76,80      | 1975              | in Dienst                                                 |
| Normandie              |                            | Passagierschiff                | Zu ihrer Zeit das größte Schiff der Welt | 79.000  | –       | 71.300     | 313,58    | 36,40      | 1935              | 1942 nach Brand gekentert, später geborgen und abgewrackt |
| Vaterland              | Imperator-Klasse           | Passagierschiff                | Die Vaterland ist bis heute das größte jemals unter deutscher Flagge gefahrene Passagierschiff und zugleich das größte mit Kohlefeuerung betriebene Dampfschiff der Geschichte | 54.282  | –       | ?          | 289,56    | 30,48      | 1914              | 1938 abgewrackt                                           |
| Boka Vanguard          |                            | Halbtaucherschiff              | Größter Schwergutfrachter | –       | 91.784  | ?          | 275,00    | 78,75      | 2013              | in Fahrt                                                  |
| Titanic                | Olympic-Klasse             | Passagierschiff                | Zu ihrer Zeit das größte Schiff der Welt. Durch den tragischen Untergang eines der bekanntesten und berühmtesten Schiffe überhaupt | 46.329  | –       | 53.147     | 269,04    | 28,19      | 1912              | 1912 Untergang                                            |
| Tønsberg               | Mark-V-Klasse              | Autotransporter                | Größter Autotransporter mit Ladekapazität von ca. 6.000 PKW | –       | 76.500  | 41.820     | 265,00    | 32,26      | ?                 | in Dienst                                                 |
| Yamato                 | Yamato-Klasse              | Schlachtschiff                 | Größtes jemals gebautes Schlachtschiff (nach Verdrängung und Länge) | –       | –       | 65.000     | 263,00    | 38,90      | 1941              | 1945 versenkt                                             |
| Hood                   |                            | Schlachtkreuzer                | Zwischen den Weltkriegen größter und längster Schlachtkreuzer. Wurde von der Bismarck versenkt. | –       | –       | 42.600     | 262,30    | 32,00      | 1918              | 1941 versenkt                                             |
| Bismarck               | Bismarck-Klasse            | Schlachtschiff                 | Bei ihrer Indienststellung galt sie als das weltweit größte und kampfstärkste Schlachtschiff. | –       | –       | 41.700     | 250,50    | 36,00      | 1939              | 1941 versenkt                                             |
| Stena Scandinavica     |                            | Fähre                          | Größte Fähre nach Länge | –       | 51.837  | ?          | 243,30    | 28,70      | ?                 | in Dienst                                                 |
| Color Magic            |                            | Fähre                          | Größte Fähre nach BRZ | –       | 75.156  | ?          | 223,75    | 35,00      |                   | In Fahrt                                                  |
| Cristóbal Colón        |                            | Hopperbagger                   | – | –       | ?       | 78.000     | 223,00    | 41,00      | ?                 | in Dienst                                                 |
| Great Eastern          |                            | Segeldampfer                   | Seinerzeit größtes je gebautes Schiff (bis 1901) | 18.915  | –       | 32.000     | 211,00    | 23,50      | 1858              | 1889 abgewrackt                                           |
| Ulysses                |                            | Fähre                          | – | –       | 50.938  | 27.425     | 209,02    | 31,20      | 2001              | in Dienst                                                 |
| Hughes Glomar Explorer |                            | Bergungsschiff                 | – | –       | 27.686  | 63.000     | 188,70    | 35,30      | ?                 | 2015 abgewrackt                                           |
| Club Med 2             |                            | Motorsegelschiff               | – | –       | 19.983  | ?          | 187,00    | 20,00      | ?                 | in Dienst                                                 |
| Azzam                  |                            | Motoryacht                     | Längste private Motoryacht der Welt | ?       | ?       | ?          | 180,0     | 20,80      | 2013              | in Dienst                                                 |
| Dmitri Donskoj         | Typhoon-Klasse             | Unterseeboot                   | Größtes je gebautes (Atom-)Unterseeboot (nach Verdrängung und Länge) | –       | –       | 23.200     | 172,80    | 23,30      | 1981              | außer Dienst                                              |
| 50 Let Pobedy          | Arktica-Klasse             | Eisbrecher                     | Größter und leistungsfähigster Eisbrecher | –       | 23.439  | 25.840     | 159,60    | 30,00      | 2007              | in Dienst                                                 |
| France                 |                            | Segelschiff Aux. / Segelschiff | Segelschiff zunächst mit Motoren; nach Ausbau der Motoren (1919) größtes Segelschiff nach BRT | 5.633   | –       | 10.710     | 146,5     | 16,90      | 1911              | gestrandet                                                |
| Preußen                |                            | Segelschiff                    | Die Preußen war bis zur Inbetriebnahme des Luxuskreuzfahrtschiffes Royal Clipper im Jahr 2000 das einzige je gebaute Fünfmastvollschiff und erreichte mit 47 Segeln, davon 30 Rahsegeln, auch das Maximum in der Anzahl der Segel. Sie zählt zu den größten Segelschiffen der Schifffahrtsgeschichte überhaupt. Sie führt u.A. die Ranglisten nach Lüa (147 m), Segelfläche (6.805 m²), Frachtmenge (8.000 t) sowie Geschwindigkeit für Frachtsegler (20 Knoten) an. | 5.081   | –       | 11.650     | 147,00    | 16,34      | 1902              | gestrandet                                                |
| Royal Clipper          |                            | Segelschiff Aux.               | Bisher neben ihrem Vorbild, der Preußen, einziges Fünfmastvollschiff der Welt | –       | 4.425   | ?          | 133,74    | 16,28      | ?                 | in Dienst                                                 |
| Stena Explorer         | HSS 1500-Klasse            | Fährkatamaran                  | – | –       | 19.638  | ?          | 126,60    | 40,00      | ?                 | in Dienst                                                 |
| Island Victory         |                            | Schlepper                      | Stärkster Schlepper (Pfahlzugkraft 477 to) | 11.362  | –       | –          | 123,4     | 25         | 2020              | in Dienst                                                 |
| Hermann Marwede        |                            | Seenotrettungskreuzer          | Größter Seenotkreuzer nach BRZ | –       | ?       | 404        | 46,00     | 10,25      | 2003              | in Dienst                                                 |
| Baron of Renfrew       |                            | Einwegschiff                   | Das größte je gebaute Holzschiff. War als Einwegschiff nur für eine einmalige Fahrt gebaut, danach wurde das Schiff als Bauholz verwendet. | 5.294   | –       | ?          | 110,80    | 18,59      | 1825              | 1825 gestrandet und abgewrackt                            |

## Anmerkung und Einzelnachweise
1. ↑  Die 25 größten Kreuzfahrtschiffe der Welt. Abgerufen am 29. November 2023.
2. ↑  NDR: Weltweit größter Autofrachter „Höegh Aurora“ hat im Hamburger Hafen festgemacht. Abgerufen am 24. Oktober 2024.
3. ↑  MSC Takes Delivery of the World's Biggest Ultra Large Container Ship. Abgerufen am 15. März 2023 (englisch).
4. ↑  DNV Vessel Register. Abgerufen am 15. März 2023.
5. ↑  VIDEO: Biggest ship in the world, but not Maersk Mc-Kinney Møller. Abgerufen am 9. März 2014.